# Willem Egeling
Willem Egeling (Hemmen, 13 augustus 1791 - Renkum, 12 januari 1858) was een Nederlandse arts en drankbestrijder. Hij was de oprichter en eerste voorzitter van de Nederlandsche Vereeniging tot Afschaffing van Sterken Drank.

## Leven en werk
Egeling werd in 1791 in het Gelderse Hemmen geboren als zoon van de predikant Lukas Egeling en Martina Adriana van Vloten. Hij studeerde vanaf 1806 geneeskunde aan de Universiteit Leiden en promoveerde aldaar in 1813. Hij vestigde zich als arts in Uithoorn en na zich gekwalificeerd te hebben in de verloskunde, begon hij in 1817 een praktijk in Haarlem. Tot 1853 was hij in deze plaats als geneesheer werkzaam. Bekend werd Egeling door zijn activiteiten als drankbestrijder. In 1842 richtte hij samen met T.C.R. Huydecoper, predikant te 's-Gravenhage, en J. Stuart, grondbezitter te Velzen, de Nederlandsche Vereeniging tot Afschaffing van Sterken Drank op. Deze vereniging verkreeg in 1844 koninklijke goedkeuring. Egeling werd gekozen tot president van de vereniging.
Egeling trouwde op 26 juni 1823 te Amsterdam met Johanna Maria van Vloten. Uit hun huwelijk werden een zoon en vijf dochters geboren. Hij overleed in januari 1858 op 66-jarige leeftijd in Renkum.